# La papallona
La mariposa (título original en catalán La papallona) es una novela del escritor Narcís Oller escrita en 1882. En ella se plasman los años previos a la revolución de 1868 en Barcelona. 
La novela, que inaugura la corriente naturalista en la literatura catalana, analiza el proceso de enamoramiento de su protagonista, Toneta, una modista de carácter angelical, y Lluís, un estudiante de derecho ripollés, cuyo amor contrapone al del matrimonio Castellfort. 
Los ambientes en que se desenvuelve la historia cubren un amplio abanico social: el barrio histórico y La Boquería, la Barcelona industrial, burguesa y culta, y también la precariedad de las clases obreras. 